# Zygmunt Bychowski

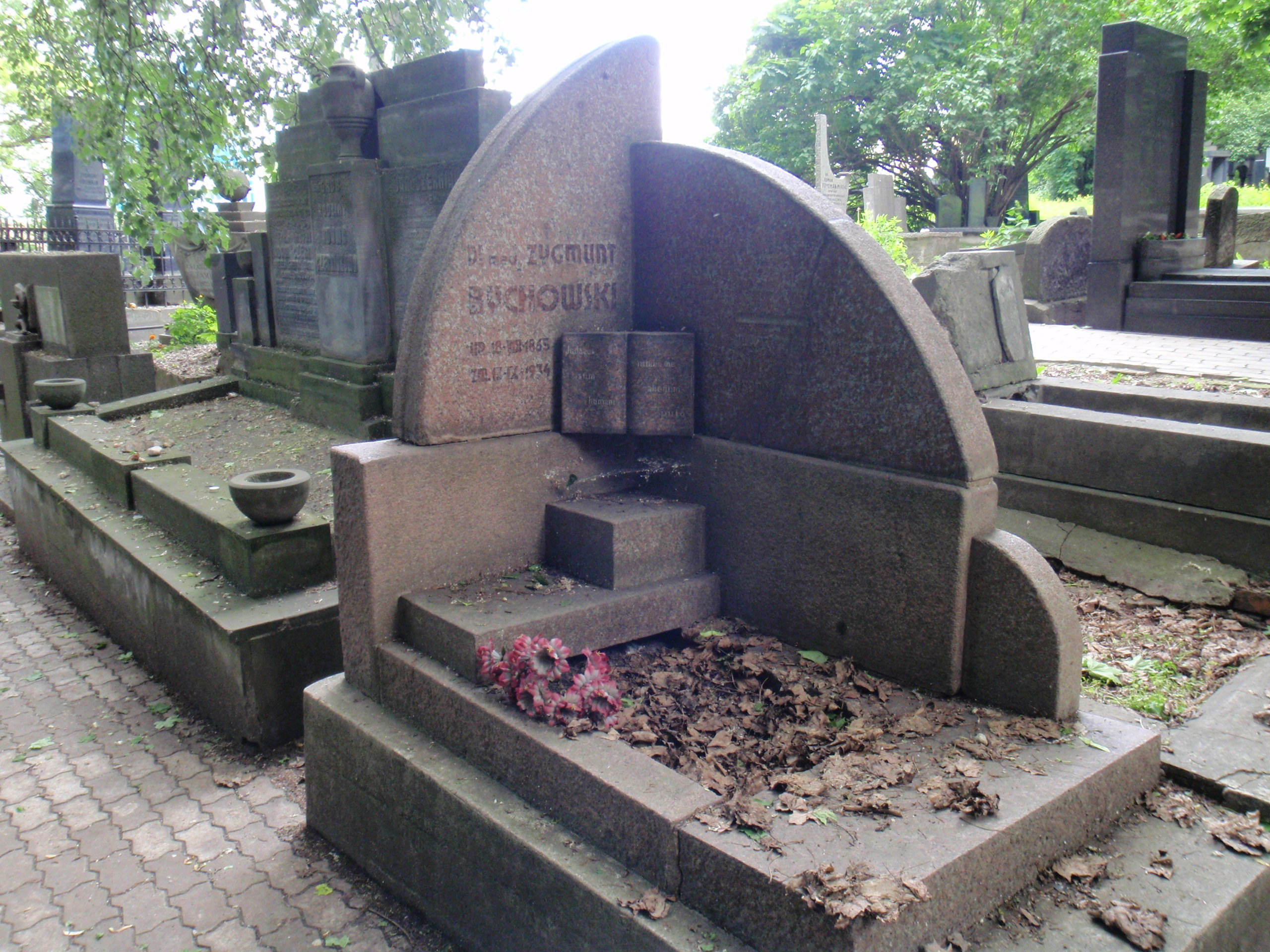
Grób Zygmunta Bychowskiego na cmentarzu żydowskim w Warszawie

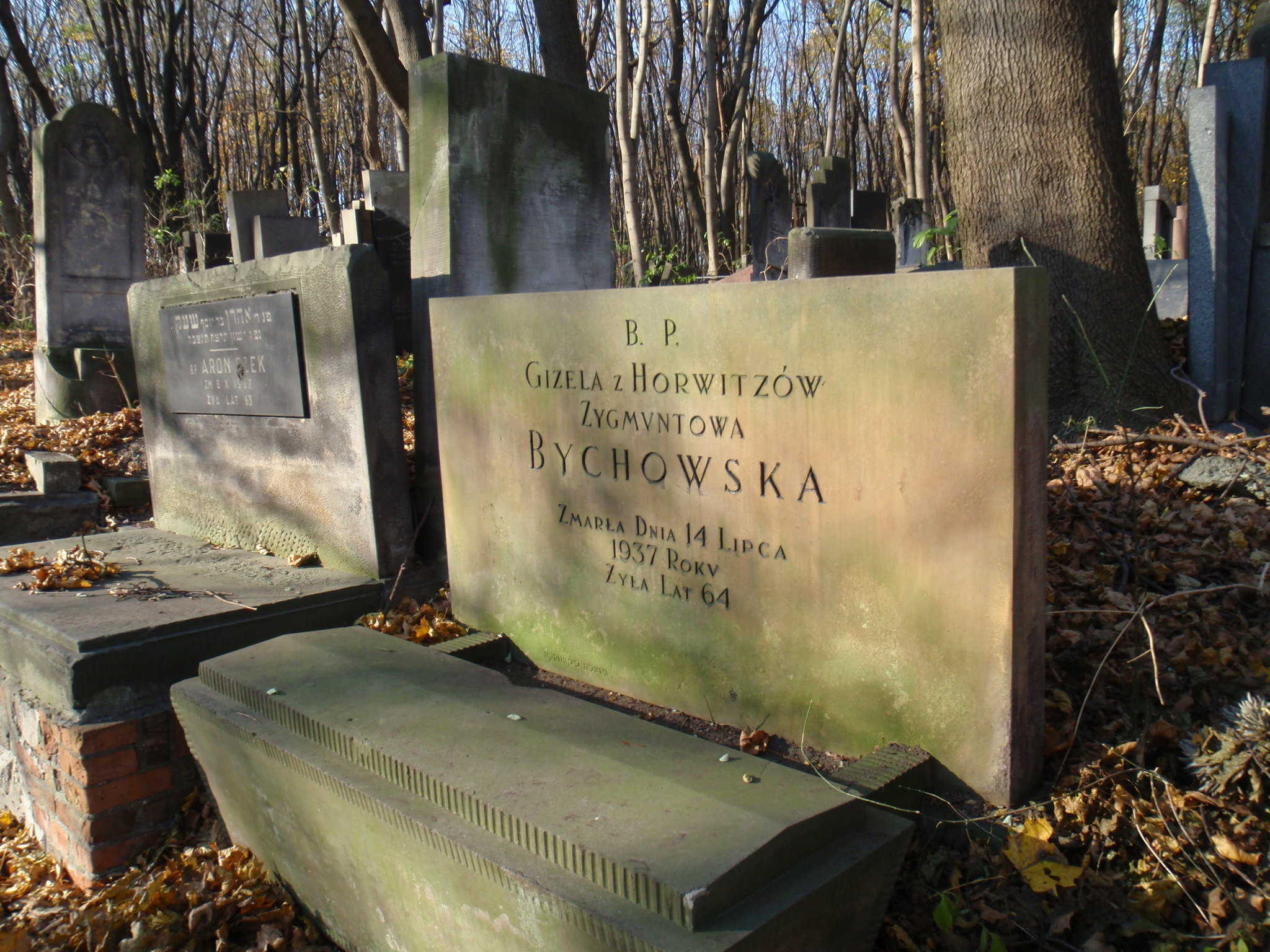
Grób Gizeli Bychowskiej na cmentarzu żydowskim w Warszawie

Zygmunt Bychowski, Szneur Zalman (Załmen) Bychowski (hebr. שניאור זלמן ביחובסקי, ur. 18 sierpnia 1865 w Korcu, zm. 13 września 1934 w Warszawie) – polski lekarz neurolog, ławnik Magistratu Warszawy (1923–1934), działacz społeczny żydowskiego pochodzenia.

## Życiorys
Urodził się w Korcu na Wołyniu jako syn Samuela (Szmula) i Fejgi. Jego ojciec był talmudystą, działającym głównie w Petersburgu.
Do 17. roku życia pobierał religijno-ortodoksyjne wykształcenie, kolejno w chederze, talmud-torze i jeszybocie w Korcu. W Warszawie, dokąd się przeniósł, najpierw kontynuował studia talmudyczne, ale potem rozpoczął nauki świeckie wbrew woli rodziców (ojciec wyrzekł się go, dopiero potem się pogodzili). Po zdaniu egzaminu dojrzałości przez zieloną granicę dostał się do Austrii, rozpoczął studia przyrodnicze i filozoficzne na Uniwersytecie w Wiedniu. Później wrócił do Warszawy i studiował medycynę na Cesarskim Uniwersytecie Warszawskim. Dyplom lekarza otrzymał 23 lutego 1893. Przez pewien czas pracował w poliklinice Samuela Goldflama przy ul. Granicznej. Wyjeżdżał również za granicę, uzupełniając wiedzę w dziedzinie neurologii.
W 1904 roku brał udział w wojnie rosyjsko-japońskiej jako lekarz w rosyjskiej armii. Po powrocie, jako członek stowarzyszenia Syjonistów został aresztowany w swoim mieszkaniu przy ul. Grzybowskiej w Warszawie i osadzony na dłuższy czas w więzieniu przy ratuszu.
Od 1892 roku pracował w Szpitalu Przemienienia Pańskiego w Warszawie, na oddziale Jana Rauma. W 1912 roku został odwołany ze stanowiska z powodu żydowskiego pochodzenia. W czasie I wojny światowej pracował (od grudnia 1916 do kwietnia 1918) w Instytucie Traumatologicznym w Moskwie.
Zmarł na raka przełyku. Został pochowany 16 września na cmentarzu żydowskim przy ulicy Okopowej (kwatera 10, rząd 4). Jego nagrobek jest dziełem Abrahama Ostrzegi. Nad mogiłą przemawiali m.in. Mojżesz Schorr, Izrael Milejkowski, Władysław Sterling, Majer Bałaban i Mateusz Hindes; śpiewał kantor Pinchas Szerman z chórem. Wspomnienia pośmiertne poświęcili mu Sterling, Henryk Higier i Bałaban.
Miał starszego brata Bernarda (Berka), kupca. Żonaty z Gizellą Horwitz (1873–1937), córką Gustawa Horwitza (1844–1882) i Julii z Kleinmannów (1845–1912). Mieli troje dzieci: Gustawa (1895–1972), Jana (1901–1917) i Martę, zamężną Osnos (1907–1990).

## Działalność polityczna i społeczna
Bychowski jeszcze na studiach pod wpływem Szaula Rabinowitza zbliżył się do ruchu Chowewej Syjon. Po ukończeniu studiów na pewien czas wyjechał do Palestyny wspólnie z Ignacym Bernsteinem. Korespondował z Herzlem, uczestniczył w I Kongresie Syjonistycznym w Bazylei w 1897 i wielu kolejnych; był członkiem komisji organizacyjnej w V Kongresie Syjonistycznym i komisji do spraw kulturalnych. W 1905 roku był więziony w Rosji za działalność syjonistyczną. Na początku lat 20. należał do Rady Partyjnej Organizacji Syjonistycznej w Polsce. Był kandydatem i zastępcą posła do Sejmu Ustawodawczego z listy Tymczasowej Żydowskiej Rady Narodowej w Warszawie, członkiem Centralnego Komitetu Wyborczego Et Liwnot na XIII Kongres Syjonistyczny w Karlsbadzie w 1923 roku, członkiem centralnego Komitetu Keren Hechaluc. Członek Komitetu Organizacyjnego Wystawy Palestyńskiej w Warszawie w 1925 roku. Od 1923 do 1934 ławnik Magistratu Warszawy, kierował resortem szpitalnictwa i zdrowia publicznego oraz wydziałem zaopatrywania. Zasiadał w Radzie Żydowskiej Gminy Wyznaniowej (1924-1931) i pierwszym zarządzie Komitetu Krzewienia Nauk Judaistycznych (1925), był pracownikiem naukowym Instytutu Nauk Judaistycznych w Warszawie. Należał do warszawskiej loży B′nai B′rith.
Przez wiele lat przewodniczył żydowskiemu Towarzystwu Przeciwgruźliczemu „Brijus-Zdrowie”. Był członkiem komitetu redakcyjnego „Neurologii Polskiej” i „Warszawskiego Czasopisma Lekarskiego”. Współpracował z czasopismami żydowskimi, m.in. z „Naszym Przeglądem”, tygodnikiem „Ewa” i dwutygodnikiem „Cjonistisze Welt”. Wiceprezes Warszawskiego Towarzystwa Neurologicznego. Członek zarządu i rady naukowej Zrzeszenia Lekarzy Rzeczypospolitej Polskiej, członek zarządu Towarzystwa Ochrony Zdrowia Ludności Żydowskiej w Polsce. Współzałożyciel i członek Zarządu Towarzystwa do Badania Stanu Psychicznego i Fizycznego Żydów. Kurator Domu Opieki dla Opuszczonych Dzieci Żydowskich. Prezes Żydowskiego Towarzystwa Gimnastyczno-Sportowego „Makabi”. Filister honoris causa Akademickiej Korporacji Syjonistycznej Betharia. Członek założyciel Polskiego Towarzystwa Psychiatrycznego.

## Dorobek naukowy
Był autorem około 100 prac w języku polskim, niemieckim, francuskim i rosyjskim. Z jego inicjatywy przeprowadzono pierwsze w Polsce operacje neurochirurgiczne, m.in. operację Antona-Bramanna. Bychowski jako pierwszy w Polsce kwalifikował chorego do operacji guza przysadki. Był autorem wielu opracowań na temat padaczki i endokrynologii. Jest cytowany jako autor prac opisujących objaw neurologiczny później znany jako objaw Hoovera. Inny opisany przez niego objaw, obecny w niedowładach połowiczych, określa się jako objaw Grasset-Bychowskiego.

## Wybrane prace
- O chorobie Parkinson’a. Medycyna 22, s. 491; 514; 533; 551; 576; 595; 631; 655; 916; 931; 960 (1894)
- Przyczynek do kazuistyki uchyłków przełyku (diverticulum oesophagi). Medycyna 23, s. 233; 255 (1895)
- Beitrag zur Casuistik des Oesophagus-Divertikels, „Archiv für pathologische Anatomie und Physiologie und für klinische Medicin”, 141 (1), 1895, s. 115–127, DOI: 10.1007/BF01966626.
- Przyczynek do patogenezy padaczki. Medycyna, 1895
- Przypadek pląsawicy miękkiej czyli paralitycznej. Medycyna, 1895
- Przypadek myxoedematu leczonego tyreoidyną oraz kilka uwag o myxoedemacie w ogóle. Przegląd Chirurgiczny, 1896
- O myxoedemacie. Chirurgja Polska, 1897
- Beiträge zur Nosographie der Parkinson'schen Krankheit (Paralysis agitans), „Archiv für Psychiatrie und Nervenkrankheiten”, 30 (3), 1898, s. 722–765, DOI: 10.1007/BF02035011.
- Zur Pathogenese der Epilepsie. Neurologisches Centralblatt 19, s. 933, 1900
- Leczenie w naszych szpitalach. Zdrowie, 1901
- Ein Fall von recidivirender doppelseitiger Ptose mit myasthenischen Erscheinungen in den oberen Extremitäten, „Deutsche Zeitschrift für Nervenheilkunde”, 22 (3-4), 1902, s. 333–345, DOI: 10.1007/BF01668805.
- Ein "Archiv für Zionismus" : (Vorschlag für die Mitglieder der Cultur-Commission). Die Welt 21, 1902
- Czy bywa nierówność źrenic u ludzi zupełnie zdrowych? Gazeta Lekarska, 1902
- Wybroczyny krwawe. Medycyna, 1903
- Ueber Hypotonie und Hypertonie bei einer und derselben Kranken. Neurologiches Centralblatt 23, ss. 786–792, 1904
- Z badań nad odruchami. Medycyna, 1907
- Przyczynek do rozpoznania powierzchownych guzów mózgu. Gazeta Lekarska, 1907
- Ueber organische Hemiplegieen ohne Babinski W: Compte rendu des travaux du 1er Congrès International de Psychiatrie, de Neurologie, de Psychologie et de l'Assistance des Aliénés tenu à Amsterdam du 2 à 7 Septembre 1907. J.H. de Bussy, 1908
- Zur Klinik der Jacksonschen Epilepsie infolge extracerebraler Tumoren, „Deutsche Zeitschrift für Nervenheilkunde”, 33 (1-2), 1907, s. 53–67, DOI: 10.1007/BF01652542.
- Z badań nad odruchami. I. O zachowaniu się niektórych ścięgnowych i skórnych odruchów u dzieci w pierwszym roku życia. Medycyna i Kronika Lekarska 26; 60, 1908
- O rozpoznaniu i operacyjnem leczeniu nowotworów przysadki mózgowej. Medycyna 44, s. 628, 1909
- Ogólna symptomatologja i terapja nowotworów mózgu. Nowiny Lekarskie, 1909
- Chłopiec dotknięty choroba tików (maladie des tics). Neurologia Polska, 1910
- Różniczkowe rozpoznanie histerji. Nowiny Lekarskie, 1910
- W sprawie anisokorji. Postęp Okulistyczny, 1910
- Über einige Indikationen zur radikalen nnd palliativen Trepanation bei Gehirngeschwülsten, „Deutsche Zeitschrift für Nervenheilkunde”, 39 (1-2), 1910, s. 141–164, DOI: 10.1007/BF01649713.
- W sprawie cukromoczu u ciężarnych. Gazeta Lekarska, 1910
- Zur Kasuistik der heredofamiliären Splenomegalie, 1911
- Przyczynki do rozpoznawania i chirurgicznego leczenia chorób mózgu. Medycyna i Kronika Lekarska 47, s. 437, 1912
- W sprawie utworzenia zakładów dla chroników. Zdrowie, 1912
- Zur Klinik der oberflächlich gelegenen Gehirntumoren und über das Verhalten des Babinskischen Zehenphänomens bei kortikalen Hemiplegien, „Deutsche Zeitschrift für Nervenheilkunde”, 49 (3), 1913, s. 227–243, DOI: 10.1007/BF01762779.
- Benediktsches Syndrom nach einem Trauma, „Zeitschrift für die gesamte Neurologie und Psychiatrie”, 14 (1), 1913, s. 353–358, DOI: 10.1007/BF02867894.
- Über zwei Fälle von subduralem hämatom, „Zeitschrift für die gesamte Neurologie und Psychiatrie”, 14 (1), 1913, s. 340–352, DOI: 10.1007/BF02867893, ISSN 0303-4194.
- Dzieci kaleki i opieka nad niemi. Warszawa, 1914[21]
- W sprawie pewnych objawów na skutek ran postrzałowych czaszki. Medycyna i Kronika Lekarska, 1916
- Gibt es eine Reflexepilepsie? Neurologisches Centralblatt 37, ss. 680–681, 1918
- Über die Restitution der nach einem Schädelschuß verlorengegangenen Sprachen bei einem Polyglotten, „Monatsschrift für Psychiatrie und Neurologie”, 45 (4), 1919, s. 183–201, DOI: 10.1159/000190739.
- Cerebrale Polyplegien nach Schädelschüssen, 1919
- Statistik der traumatischen Epilepsie im Kriege, 1919
- Przyczynek do neurologji wojennej. Gazeta Lekarska, 1919
- Neurologja wojenna. Lekarz wojskowy, 1920
- 25-lecie objawu Babińskiego. Neurologia Polska 6, s. 169, 1922
- Hemianopsie bei encephalitis epidemica, „Zeitschrift für die gesamte Neurologie und Psychiatrie”, 99 (1), 1925, s. 508–513, DOI: 10.1007/BF02878557.
- Sanitäre Verhältnisse und Bedürfnisse. Menorah 6-7, 421–423, 1927
- „Przedmowa” W: Becker R. Zagadnienie rasy żydowskiej w świetle teoryj. Warszawa: Towarzystwo Ochrony Zdrowia Ludności Żydowskiej w Polsce „TOZ”, 1927
- Über eine ungewöhnliche Störung der willkürlichen Motorik nach Encephalitis epidemica. Zeitschrift für die gesamte Neurologie und Psychiatrie, 1928
- Ludwik Maurycy Hirszfeld profesor anatomji (1814–1876). Warszawskie Czasopismo Lekarskie 6 (16/18.), 1929[22]
- Zur Klinik der Meralgia paraesthetica. Deutsche Zeitschrift für Nervenheilkunde, 1930
- Zur Klinik der Sclerosis tuberosa, „Deutsche Zeitschrift für Nervenheilkunde”, 120 (5-6), 1931, s. 304–313, DOI: 10.1007/BF01653254.
- Higiena u Żydów. Miesięcznik Żydowski 2, ss. 191-192, 1931
- Dr Samuel Goldflam, lekarz i uczony, 1933[23]
- Der Gegenwärtige Stand der Epithelkörperchenforschung, „Klinische Wochenschrift”, 12 (33), 1933, s. 1294–1297, DOI: 10.1007/BF01788942.
- Ubój rytualny z punktu widzenia humanitarnego i sanitarnego. Warszawa: Monolit, 1936